# ما دوانلین
ما دوانلین (انگلیسی: Ma Duanlin; ۱ ژانویهٔ ۱۲۴۵ – ۱ ژانویهٔ ۱۳۲۲) سیاستمدار، مورخ، اشراف و دانشور اهل دودمان یوآن بود. کتاب تاریخ ون شیئن تونگ کائو از آثار او است.